# Balla Károly (író)
Balla Károly, eredeti családi nevén Blau; írói álnevei: Kéki Károly, Szövő Károly. (Ratosnya, 1913. november 10. – Kolozsvár, 1959. november 14.) magyar író, újságíró. Balla Zsófia apja.

## Életútja
Elemi iskoláit egy mócvidéki településen végezte, ahol apja gatteres volt. Cipészinasnak adták Bánffyhunyadra, majd vándormuzsikusnak szegődött. Két osztályt végzett a kolozsvári Tarbut zsidó gimnáziumban. 1936-ig a Dermata bőrgyárban dolgozott, 1937-től különböző kolozsvári üzemekben szövőmester, miután állásából kitették, 1940-től beállt iskolaszolgának. Részt vett az illegális kommunista mozgalomban, 1944-ben deportálták, szülei haláltáborban pusztultak el.
1945-ben a Világosság, 1946-tól az Igazság szerkesztőségében dolgozott, 1951-től a Művelődési Útmutató, 1957-től az Ifjúsági Könyvkiadó szerkesztőjeként működött.
Saját kiadásában jelent meg első kisregénye, a Kényszerhaladás, amelynek tárgyát családja életéből merítette.  Irodalmi pályája azonban valójában a második világháború után kezdődött, osztályharcos cikkeit és szépprózáját szívesen közölte a szocialista sajtó. Legjobb elbeszéléseiben gyermek- és ifjúkori élményanyaga kel életre: az erdélyi fatelepek és külvárosok soknyelvű, egy-nyomorúságú proletárjainak, kispolgárainak változatos világa. 
Gyakran semmibe veszi a novella műfaji szabályait, s remek, felvillanásszerű alakábrázolásai sem feledtetik, hogy szépírói nyelvét nem ritkán naturalista és sablonos fordulatok szegényítik. Lélekábrázolása utolsó művében, a Miska című regényében érett művészivé. Ebben a kortárs kritika részéről remeklésnek tartott regényben már meggyőzően jelentkeznek írói tehetségének eredeti jegyei: kisemberek hétköznapjairól reálisan, humánusan szólva előhírnöke egy új prózai kibontakozásnak. A sepsiszentgyörgyi színház 1953-ban Gyalogfecske, a kolozsvári Állami Magyar Színház 1956-ban Vádolom magam c. színművét mutatta be.

## Művei
- Kényszerhaladás (családi nevén, kisregény, Kolozsvár, 1934)
- Széles ösvényen (novellák, 1949)
- Fény a hegyekben (elbeszélés, 1950)
- Drága föld (elbeszélés, 1951)
- A testvériség jegyében (riport a Magyar Autonóm Tartományból, 1952)
- A jel (novellák, karcolatok, 1955)
- Vádolom magam (színmű, 1957)
- Mesterhegedű (novellák, 1958)
- Miska (kisregény, 1959, újabb kiadás 1969; 1960-ban németül, 1961-ben románul is)
- A legszebb emlék (válogatott írások Majtényi Erik bevezetőjével, 1961)
- Elcserélt ünnep (novellák, kisregények); bev. Szász János, sajtó alá rend. Balla Zsófia; Kriterion, Bukarest, 1985 (Romániai magyar írók sorozat)
- Koronatanú c. regénye kéziratban maradt.

## Külső hivatkozások
- Nyugati Jelen, 2004, Évfordulók, 45 éve halt meg Balla Károly író, újságíró